# Dolichoderus quadripunctatus quadripunctatus
Dolichoderus quadripunctatus quadripunctatus é uma subespécie de insetos himenópteros, mais especificamente de formigas pertencente à família Formicidae.
A autoridade científica da subespécie é Linnaeus, tendo sido descrita no ano de 1771.
Trata-se de uma subespécie presente no território português.